# Otoineppu
Otoineppu (音威子府村, Otoineppu-mura) és un poble i municipi de la subprefectura de Kamikawa, a Hokkaido, Japó. Forma part del districte de Nakagawa (Teshio). Otoineppu s'ha autoproclamat com el poble més menut de Hokkaido, atès que és el que compta amb menys població de tota la regió.

## Geografia
Otoineppu és un poble sense accés a la mar a la regió nord de Hokkaido. El poble es troba a la zona septentrional de la plana de Nayoro i està envoltat per la serralada de Kitami per l'est i per la serralada de Teshio a l'oest. El terme municipal d'Otoineppu abasta 275,64 quilòmetres quadrats. El poble es troba a 40 metres d'elevació sobre el nivell de la mar. El 80 percent del terme municipal del poble està format per bosc.
El riu Teshio, de 256 metres de llargària, el quart riu més llarg del Japó, flueix des del nord al centre del terme municipal d'Otoineppu. Otoineppu limita amb els municipis de Bifuka al sud, amb Nakagawa a l'oest, aquests dos municipis a la subprefectura de Kamikawa i amb Nakatonbetsu al nord i Esashi, a la subprefectura de Sōya.
Otoineppu, que només es troba a cinquanta quilòmetres de la mar d'Okhotsk i de la mar del Japó, té un clima marítim. El poble està envoltat de muntanyes en les quatre direccions, el que fa que al municipi es registren temperatures extremes. Les temperatures mitjanes des de desembre fins a març són de 6 graus sota zero, tot i que han arribat a registrar-se minimes de 30 graus sota zero. Les temperatures des de juny a setembre estan comunament sobre els 17 graus, arribant-ne a màximes de 30 graus. Otoineppu també és conegut per les seues fortes nevades que han arribat fins a 12 metres. El 1998 Otoineppu va ser el segon municipi de Hokkaido amb neu més profunda.

## Història
La zona, poblada ja pels indigenes ainus era conegut per aquests amb el nom d'Otoynep. Els primers japonesos que arribaren a la zona van adaptar el nom a la pronunciació japonesa dient Otowenefu, sent la primera menció d'este nom en japonés a l'any 1797. Otoineppu fou conegut amb el nom de Tokiwa fins a l'any 1963. Es va decidir el canviar el nom entre altres coses per l'estació d'Otoineppu, àmpliament coneguda per estar en la línia ferroviària entre Asahikawa i Wakkanai.

## Transport

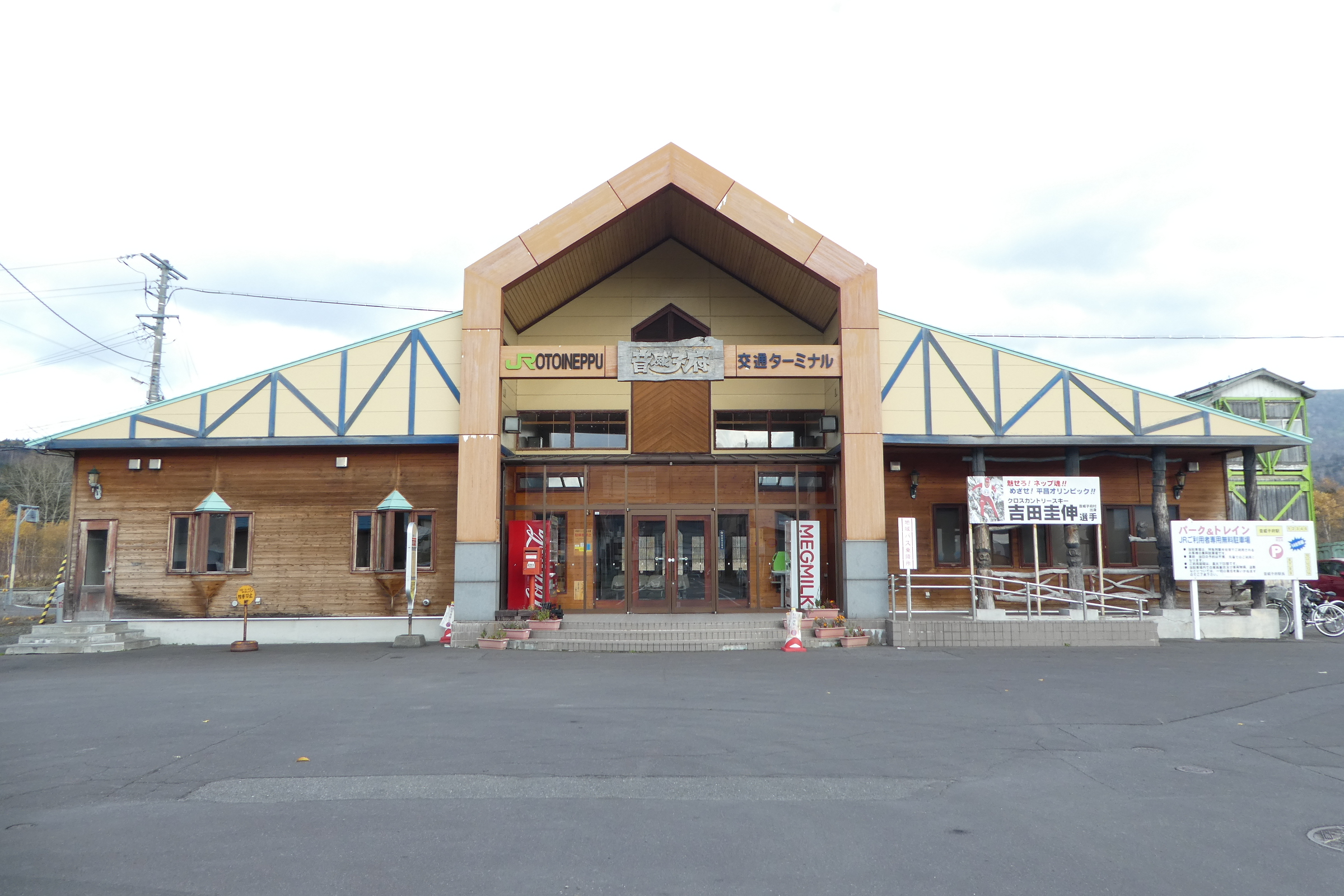
Estació d'Otoineppu

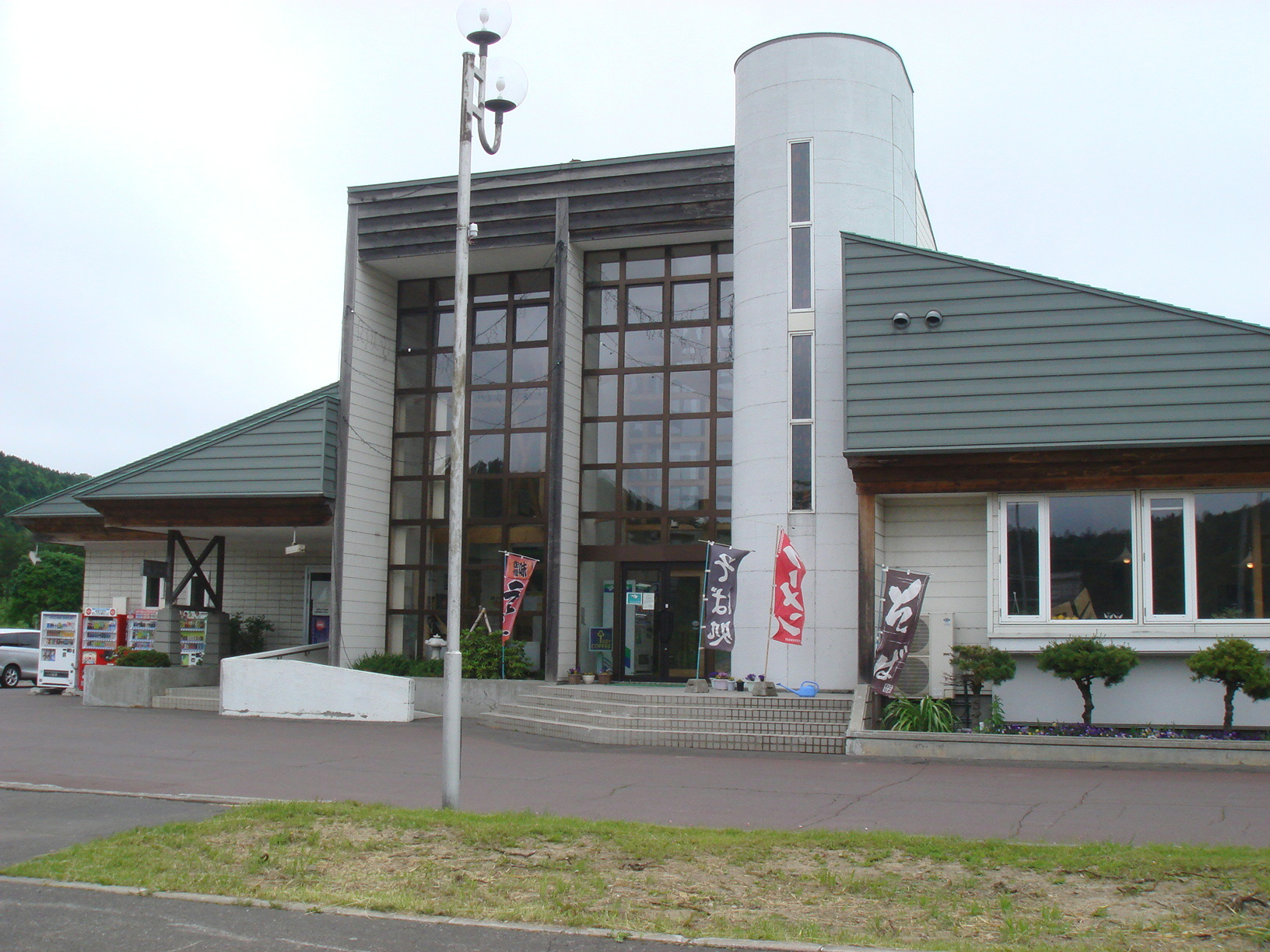
Otoineppu Michi no Eki (estació de carretera)

### Ferrocarril
Tot i l'escassa població del municipi, al terme d'aquest es troben quatre estacions de la Companyia de Ferrocarrils de Hokkaidō encara en actiu. Fins a l'any 1988 també va existir la línia Tenpoku dels Ferrocarrils Nacionals del Japó, la qual consistia en una bifurcació de la línia principal Soya cap a la costa de la mar d'Okhotsk. Aquesta línia fou substituïda pel mateix trajecte en autobus l'any 1989.
- Estació d'Otoineppu
  - Línia principal Sōya
- Estació de Sakkuru
  - Línia principal Sōya
- Estació d'Osashima
  - Línia principal Sōya
- Estació de Teshiogawa-Onsen
  - Línia principal Sōya

### Carretera
La carretera nacional 40, que va des d'Asahikawa a Wakkanai passa pel poble. Al centre del poble la carretera nacional 40 es creua amb la carretera nacional 275, la qual arriba a Hamatonbetsu, a la subprefectura de Sōya i que prèviament ha començat a Sapporo.